# 福岡市立内野小学校
福岡市立内野小学校（ふくおかしりつ うちのしょうがっこう）は、福岡県福岡市早良区内野8丁目にある公立小学校。

## 歴史
- 1873年（明治6年） - 当時の村ごとに小学校を設置。
- 1878年（明治11年） - 西・石釜・曲渕に各一校を設置。
- 1888年（明治21年） - 西小学校を古賀に移設。西尋常小学校と称す
- 1893年（明治26年） - 西尋常小学校を内野尋常小学校と改称
- 1912年（大正元年） - 現在地に移設し、内野尋常高等小学校と称す。
- 1941年（昭和16年） - 内野国民学校に改称。
- 1947年（昭和22年） - 学制改革により内野村立内野小学校に改称。
- 1955年（昭和30年） - 早良村発足により早良村立となり早良村立内野小学校に改称。
- 1956年（昭和31年） - 早良村の町制施行により早良町立内野小学校に改称。
- 1975年（昭和50年） - 早良町の福岡市への編入により福岡市立内野小学校に改称。
- 1984年（昭和59年） - 福岡市立早良小学校を分離。

## 通学区
通学区は以下の早良区内の各地域となる。
- 大字内野の一部
- 内野1-8丁目
- 大字西（一部は早良小学校校区）
- 大字石釜

住宅地・新興住宅地などが多い一方で田畑も残る内野地区、田畑の多い西地区、山間部の石釜地区が校区となる。
中学校については、早良中学校の校区となる。

## 校歌
- 作曲：井上純一
- 作詞：安永武一郎